# トリフコ・グラベジュ
トライファン "トリフコ" グラベジュ（セルビア語キリル・アルファベット: Трифун "Трифко" Грабеж、1895年6月28日（ユリウス暦 6月16日） - 1916年10月21日）は、オーストリア大公フランツ・フェルディナントの暗殺（サラエボ事件）に関与した組織、黒手組（黒い手）所属の在ボスニア・セルビア人 (en) の一人である。

## 若年期
トリフコ・グラベジュは1895年6月28日（ユリウス暦 6月16日）ボスニア・ヘルツェゴビナ東部の小さな町のパレ で生まれた。父ジョルジェ・グラベジュ (Đorđe Grabež) はセルビア正教会の司祭だった。17歳のとき、グラベジュは教師に暴行し、学校から退学が言い渡された。
グラベジュは家を出た後、セルビア王国の首都ベオグラードへ引っ越した。彼は教育を続けながら、黒手組へ参加した。  彼は次の2年間の暇な時間の大半はセルビアとボスニアの連合を支持する民族主義者と過ごしていた。 

## 黒手組(黒い手)

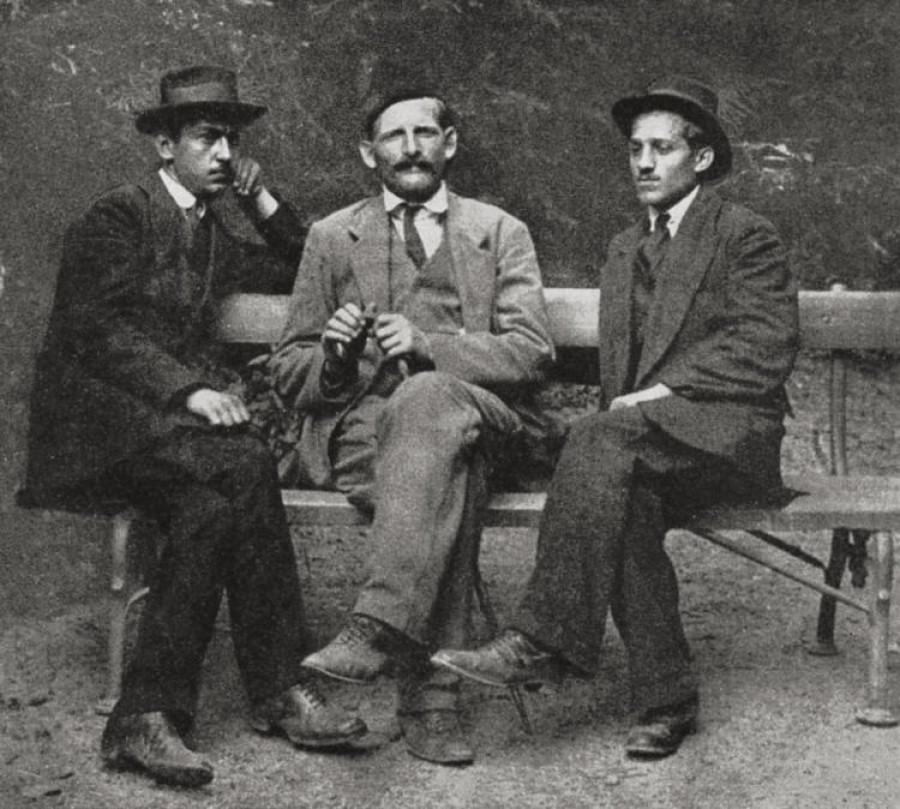
1914年5月、 カレメグダン。グラベジュとシガノヴィチとプリンツィプ。

1914年6月、オーストリア＝ハンガリー帝国の帝位継承者であるフランツ・フェルディナント大公がボスニア・ヘルツェゴビナを訪問すると発表された際、セルビア軍の情報部長で黒手組の指導者であったドラグティン・ディミトリエビッチ大佐は、グラベジュ、ネデリコ・チャブリノヴィッチ (en) 、ヴァソ・チュブリロヴィッチ (en) 、クヴジェトコ・ポポヴィッチ (en) 、ダニロ・イリイッチ (en) 、ムハメド・メフメドバシッチ (en) 、ガヴリロ・プリンツィプの7人の男をサラエボへ送り、大公を暗殺した。 
各人にはリボルバーまたは爆弾とシアン化物の入った小瓶が与えられ、大公が殺された後に自殺するように指示されていた。ドラグティン・ディミトリエビッチ大佐にとって、暗殺を組織した人物を自白する機会を無くすことは重要であった。 
グラベジュ、ネデリュコ・チャブリノヴィッチ、ガヴリロ・プリンツィプは結核に苦しんでいて長生きしないと悟っており、他の4人は大公を憎んでいた。彼らは自分たちがボスニアを独立させると信じ、それに命を捧げようと考えていた。 
セルビア首相であったニコラ・パシッチはこの計画について聞くと、グラベシュ、プリンツィプ、チャブリノヴィッチが出国しようとした際には逮捕するように命じた。しかし命令は実行されず、彼らはボスニア・ヘルツェゴビナに到着した。そこで彼らは仲間の共謀者、ヴァソとヴェリコ・チュブリロヴィッチ、ムハメド・メフメドバシッチ、ダニロ・イリイッチとクヴジェトコ・ポポヴィッチと協力する。 

## サラエボでの暗殺
1914年6月28日の日曜日に、フランツ・フェルディナントと妻ゾフィー・ホテクは電車でサラエボに到着した。共同統治国ボスニア・ヘルツェゴヴィナの総督オスカル・ポティオレク将軍は、公式披露宴のために夫妻を市役所に連れて行くため待っていた。 
正面の車にはサラエボ市長であったフェヒム・チュルツィヒ (en) と市の警察長官のゲルデ博士が乗っていた。2台目の車には、フランツ・フェルディナント大公、ゾフィーがハラハ伯オスカル・ポティオレクと共にいた。群衆がよく見ることができるように、車はロールバックしていた。黒手組の7人のメンバーもそのルートに沿って並んでいた。彼らはアペル岸壁に沿って間隔をあけられ、一人一人に暗殺が命じられた。暗殺を試みた最初の共謀者はムハメド・メフメドバシッチであった。オーストリア＝ハンガリー銀行のそばに立っていたメフメドバシッチは車の通過を許してしまい、行動を起こすことができなかった。その後、メフメドバシッチは「警官が後ろに立っており、爆弾を投げる前に逮捕されることを恐れた」と話した。
2人目のネデリュコ・チャブリノヴィッチは、大公の車へ手榴弾を投げ込んだ。しかし、運転手は何か物が自分に向かって飛んでいるのを見て加速した。手榴弾はその次の3台目の車両の車輪の下で爆発し、乗員の2人、エリック・フォン・メリジとボース・ワルデック伯が重傷を負った。その付近にいた約12人の観衆も爆弾の破片で怪我を負った。
その日の遅く、偶然が重なり、首謀者の一人であったガヴリロ・プリンツィプはフランツ・フェルディナントとゾフィーの両方を殺害することに成功した。プリンツィプとネデリュコ・チュブリロヴィッチは警察に逮捕、尋問された。2人は計画を誰にも言わないという誓いを守った。ムハメド・メフメドバシッチはなんとかセルビアへ逃げ出すことに成功したが、ダニロ・イリイッチが警察に自白してしまう。その後、グラベジュ、ポポヴィッチ、そしてチュブリロヴィッチは反逆罪で殺害された。警察は巡回、また共犯者を特定するために様々な人々を調べ上げた。警察がイリイッチに話しかけるとイリイッチは脱力し、持っていた豆をこぼした。
反逆罪で告発された7人の共謀者たちは有罪判決を受けた。オーストリア＝ハンガリーの法では20歳未満には死刑判決を出せず、グラベジュと他のほとんどの共謀者は最大20年の懲役刑を受けることになった。

## 死亡
1916年10月21日、グラベジュは結核で獄中死した。21歳。